# Phil Takahashi
Philip Masato Takahashi –conocido como Phil Takahashi– (Toronto, 12 de junio de 1957-Ottawa, 15 de junio de 2020) fue un deportista canadiense que compitió en judo.
Ganó una medalla de bronce en el Campeonato Mundial de Judo de 1981 y dos medallas de oro en el Campeonato Panamericano de Judo en los años 1980 y 1982. En los Juegos Panamericanos consiguió dos medallas de bronce en los años 1979 y 1983.

## Palmarés internacional
| Campeonato Mundial      | Campeonato Mundial            | Campeonato Mundial | Campeonato Mundial |
| Año                     | Lugar                         | Medalla            | Categoría          |
| ----------------------- | ----------------------------- | ------------------ | ------------------ |
| 1981                    | Maastricht (Países Bajos)     | Medalla de bronce  | –60 kg             |
| Juegos Panamericanos    |                               |                    |                    |
| Año                     | Lugar                         | Medalla            | Categoría          |
| 1979                    | San Juan (Puerto Rico)        | Medalla de bronce  | –60 kg             |
| 1983                    | Caracas (Venezuela)           | Medalla de bronce  | –60 kg             |
| Campeonato Panamericano |                               |                    |                    |
| Año                     | Lugar                         | Medalla            | Categoría          |
| 1980                    | Isla de Margarita (Venezuela) | Medalla de oro     | –60 kg             |
| 1982                    | Santiago de Chile (Chile)     | Medalla de oro     | –60 kg             |